# Federación Ecuatoriana de Básquetbol
La Federación Ecuatoriana de Básquetbol (FEB) es el organismo que rige las competiciones de clubes y la Selección nacional de Ecuador. Pertenece a la asociación continental FIBA Américas.

## Presidentes
Lista cronológica de los presidentes de la Federación Ecuatoriana de Baloncesto.
| Periodo     | Nombre                               |
| ----------- | ------------------------------------ |
| 1967 - 1980 | Sin datos                            |
| 1980 - 1984 | Juan Sala                            |
| 1988 - 1990 | Ángel Elizalde Castro                |
| 1998 - 2000 | Aníbal Fuentes Díaz                  |
| 2000 - 2003 | Washington Torres                    |
| 2003 - 2004 | Enrique Segura                       |
| 2004 - 2011 | Galo Vargas San Martín               |
| 2012 - 2021 | José Arévalo                         |
| 2021 - hoy  | Mario Mora Arias (Presidente actual) |